# Четрдесет трећа изложба УЛУС-а (1967)
Четрдесет трећа изложба УЛУС-а одржана је 1967. године у Београду. Изложба је приказана у галеријском простору Удружења ликовних уметника Србије односно Уметничком павиљону "Цвијета Зузорић" на Калемегдану. Изложба је имала три теме, Београд, човек и машта. Плакат и насловну страну каталога за ову изложбу, израдио је Миодраг Вујачић–Мирски.

## Уметнички савет

### Сликарство
- Александар Томашевић, председник
- Мома Марковић
- Лепосава Павловић
- Бранко Станковић
- Иван Табаковић
- Кемал Ширбеговић

### Вајарство
- Милан Верговић
- Матија Вуковић
- Олга Јеврић
- Радивој Суботички

### Графика
- Бранко Миљуш
- Богдан Кршић
- Слободан Михаиловић

## Излагачи
1. Анте Абрамовић
2. Градимир Алексић
3. Борис Анастасијевић
4. Крста Андрејевић
5. Даница Антић
6. Радомир Антић
7. Никола Антов
8. Момчило Антоновић
9. Милош Бајић
10. Маринко Бензон
11. Милан Бесарабић
12. Павле Блесић
13. Славољуб Слава Богојевић
14. Љубомир Брајовић
15. Војтех Братуша
16. Милена Велимировић
17. Ана Виђен
18. Душко Вијатов
19. Драгиња Влашић
20. Миодраг Вујачић Мирски
21. Војислав Вујисић
22. Момчило Вујисић
23. Бошко Вукашиновић
24. Гага Вуковић
25. Венија Вучинић-Турински
26. Милош Гвозденовић
27. Никола Граовац
28. Радмила Граовац
29. Милија Глишић
30. Оливера Грбић
31. Винко Грдан
32. Миливоје Грујић-Елим
33. Милорад Дамјановић
34. Мило Димитријевић
35. Јован Димовски
36. Властимир Дискић
37. Емир Драгуљ
38. Стеван Дикић
39. Заре Ђорђевић
40. Мирољуб Ђорђевић
41. Ружица Ђорђевић
42. Фрањо Енгел Бериша
43. Мија Живић
44. Бора Иљовски
45. Љубомир Јанковић
46. Миодраг Јањушевић
47. Драгомир Јаша Јашовић
48. Александар Јеремић
49. Светозар Заре Јовановић
50. Гордана Јовановић
51. Ђорђе Јовановић
52. Живота Димитријевић
53. Селимир Селе Јовановић
54. Вера Јосифовић
55. Богомил Карлаварис
56. Томислав Каузларић
57. Десанка Керечки-Мустур
58. Стеван Кнежевић
59. Божидар Ковачевић
60. Љубомир Кокотовић
61. Зорица Костић
62. Илија Костов
63. Еуген Кочиш
64. Лиза Крижанић-Марић
65. Чедомир Крстић
66. Радмила Крстић-Николић
67. Богдан Кршић
68. Александар Кумрић
69. Божидар Лазаревић
70. Драгомир Лазаревић
71. Боро Ликић
72. Драгомир Лубарда
73. Милан Лукић
74. Наталија Лукић
75. Светолик Лукић
76. Александар Луковић
77. Бранислав Макеш
78. Зоран Мандић
79. Бранко Манојловић
80. Мирјана Мареш
81. Војислав Марковић
82. Мома Марковић
83. Радослав Миленковић
84. Душан Миловановић
85. Реџеп Мемишевић
86. Вукосава Мијатовић
87. Боле Милорадовић
88. Коља Милуновић
89. Бранко Миљуш
90. Бранимир Минић
91. Милун Митровић
92. Слободан Михаиловић
93. Саша Мишић
94. Душан Мишковић
95. Светислав Младеновић
96. Драгослав Момчиловић
97. Марклен Мосијенко
98. Модраг Нагорни
99. Милија Нешић
100. Предраг Нешковић
101. Миливоје Новаковић
102. Божидар Обрадовић
103. Вукица Обрадовић-Драговић
104. Лепосава Павловић
105. Чедомир Павловић
106. Деса Пантелић
107. Илија Пауновић
108. Михаило Пауновић-Паун
109. Стојан Пачов
110. Слободн Пејовић
111. Љубомир Перчинлић
112. Михаило Петров
113. Владислав Петровић
114. Градимир Петровић
115. Зоран Петровић
116. Миодраг Петровић
117. Милорад Пешић
118. Татјана Поздњаков
119. Гордана Поповић
120. Милан Поповић
121. Милан Правица
122. Божа Продановић
123. Бранко Протић
124. Мирослав Протић
125. Милутин Радојчић
126. Славољуб Радојчић
127. Ђуро Радоњић
128. Екатарина Ристивојев
129. Миодраг Рогић
130. Нусрет Салихамиџић
131. Мира Сандић
132. Слободан Сотиров
133. Димитрије Сретеновић
134. Бранко Станковић
135. Милић Станковић
136. Милан Станојев
137. Милица Стевановић
138. Тодор Стевановић
139. Едуард Степанчић
140. Живојин Стефановић
141. Мирко Стефановић
142. Трајко Стојановић
143. Зоран Стошић-Врањски
144. Милорад Ступовски
145. Драгомир Сушић-Суле
146. Тања Тарновска
147. Емра Тахир
148. Невена Теокаревић
149. Дмитар Тривић
150. Михаило Трипковић
151. Радислав Тркуља
152. Стојан Трумић
153. Живојин Турински
154. Милош Ћирић
155. Јелена Ћирковић
156. Петар Убовић
157. Борис Хелд
158. Јосиф Хрдличка
159. Иван Цветко
160. Милан Цмелић
161. Славољуб Чворовић
162. Милан Четник
163. Милена Чубраковић
164. Михаило Чумић
165. Божидар Џмерковић
166. Мила Џокић
167. Томислав Шебековић
168. Александар Шиверт
169. Кемал Ширбеговић